# 蘿文·布蘭察
蘿文·布蘭察（英語：Rowan Blanchard，2001年10月14日—）是一位美國女演員和活動家。曾經在2015年獲《時代雜誌》選為最具影響力的青年之一。她最初的知名作品是在2011年電影小鬼大間諜3中飾演蕾貝卡·威爾森（英語：Rebecca Wilson），而使她一舉成名的角色是在迪士尼頻道的電視劇蕾蕾看世界 (2014-2017) 的主角蕾蕾·麥修斯 (英語：Riley Matthews)，兩者都讓她獲得青年藝術家獎的提名。2017年至2018年間，她在ABC情境喜劇The Goldbergs年飾演潔姬·吉爾利（英語：Jackie Geary）。2020年至今，她在影集末日列車中飾演雅莉姍卓·卡維爾（英語：Alexandra Cavill）。

## 早年生活
布蘭察出生並成長於加州洛杉磯，父母分別為伊莉莎白·布蘭察-布波和馬克·布蘭察-布波 (英語：Elizabeth Blanchard-Boulbol and Mark Blanchard-Boulbol)，兩人皆是瑜伽導師。她的祖父是擁有敘利亞(父方)和亞美尼亞(母方)血統的西亞移民，祖母則有英格蘭、丹麥、瑞典等血統。他的曾祖父母在現今的敘利亞阿勒坡相遇。她的名字是以作家安·萊絲的作品The Witching Hour的其中一個角色命名。蘿文有兩個弟妹，分別叫做Carmen和Shane。

## 事業發展
2006年，布蘭察5歲的時候被選角為電影The Back-up Plan主角Mona的女兒，並成為Disney Junior原創影集Dance-a-lot Robot的主要演員之一，她在裡面飾演Caitlin。2011年，她在小鬼大間諜3中飾演Rebecca Wilson，以及電影Little in Common 的 Raquel Pacheco。
2013年1月下旬，布蘭察被選為飾演迪士尼頻道影集蕾蕾看世界的主角Riley Matthews。Riley Matthews是影集男孩看世界的主角Cory和Topanga 的女兒。。她與同劇演員莎賓娜·卡本特共同演唱該劇主題曲。她曾是Disney Channel Circle of Stars中活躍的一員。在2015年初，布蘭察被選角為迪士尼頻道原創電影Invisible Sister中的Cleo。
2017年至2018年間，她在ABC情境喜劇The Goldbergs年擔任常設角色。2017年9月，布蘭察宣布她將發表一本名為Still Here的書，並在2018年2月出版。布蘭察也加入書籍改編電影時間的皺褶的演員陣容，該片於2018年3月發行。
2019年3月27日，Deadline報導布蘭察被選為TNT的影集末日列車中的一角Alexandra Cavill。該角會在第一季季末以客串方式現身，並在第二季以常設角色的形式在影集中。

## 個人生活
2014年，布蘭察在Instagram上透露自己受到憂鬱症所苦。她寫道：「因為我發現自己今年特別容易隨著憂鬱症起起伏伏，我才意識到與其拒絕或排斥這些青少年感受（人類情感），我可以學會去愛那些情感的強烈並了解那都是暫時的。」
在2016年1月一連串的推文中，她表示她過去「只愛男生」，她開放喜歡所有的性別，因此她認同自己是酷兒。
布蘭查在女性主義、人權和槍械暴力等議題的公眾參與相當積極的。她通常都透過推特或是Tumblr發表針對這些議題的言論，並曾在聯合國婦女和美國國家委員會的年度會議上的HeForShe（一個女權活動）中發表演說。

## 影視作品
| Year | Title            | Role           | Notes |
| ---- | ---------------- | -------------- | ----- |
| 2010 | The Back-up Plan | Mona的七歲女兒 |       |
| 2011 | Little in Common | Raquel Pacheco |       |
| 2011 | 小鬼大間諜3      | Rebecca Wilson |       |
| 2016 | The Realest Real | Paige          | 短片  |
| 2018 | 時間的皺褶       | Veronica Kiley |       |
| 2019 | A World Away     | Jessica        |       |

| 年份      | 名稱                 | 角色                                        | 備註                                    |
| --------- | -------------------- | ------------------------------------------- | --------------------------------------- |
| 2010      | Dance-a-lot Robot    | Caitlin                                     | 主要角色                                |
| 2014–2017 | 蕾蕾看世界           | Riley Matthews                              | 主角                                    |
| 2015      | Best Friends Forever | Riley Matthews                              | 單集: "Cyd and Shelby's Haunted Escape" |
| 2015      | Invisible Sister     | Cleo                                        | 迪士尼原創電影                          |
| 2016      | Beat Bobby Flay      | 客座評審                                    | 單集: “Back to School”                  |
| 2017–2018 | The Goldbergs        | Jackie Geary                                | 常設角色 （第四季至第五季), 共12集      |
| 2018      | 凱斯：城市守護者     | Bergdorf Chan / Salesclerk 3 / Teenage Girl | 單集: "Pink Christmas"                  |
| 2018–2019 | 離婚再一起           | China                                       | 單集: "Messy", "China-Curious"          |
| 2020–2022 | 末日列車             | Alexandra Cavill                            | 客串 (第一季); 主要角色 (第二季)        |
| 2023–至今 | 撲克臉               | Lily Albern                                 | 單集: "The Orpheus Syndrome"            |

## 獲獎與提名
| 年份 | 名稱         | 獎項                   | 作品        | 結果 | 來源   |
| ---- | ------------ | ---------------------- | ----------- | ---- | ------ |
| 2012 | 青年藝術家獎 | 最佳演出-10歲以下演員  | 小鬼大間諜3 | 提名 | [ 25 ] |
| 2015 | 青年藝術家獎 | 最佳電視整體演出       | 蕾蕾看世界  | 提名 | [ 26 ] |
| 2016 | 青少年票選獎 | 最佳夏天電視影集女演員 | 蕾蕾看世界  | 提名 | [ 27 ] |
| 2017 | 兒童票選獎   | 最喜愛電視女演員       | 蕾蕾看世界  | 提名 | [ 28 ] |
| 2017 | 青少年票選獎 | Choice Changemaker     | 她自己      | 提名 | [ 29 ] |